# Zizi Roberts
Kolubah „Zizi” Roberts (ur. 19 lipca 1979 w Monrovii) – liberyjski piłkarz grający na pozycji napastnika. W swojej karierze 36 razy wystąpił w reprezentacji Liberii i strzelił 9 goli.

## Kariera klubowa
Karierę piłkarską Roberts rozpoczął w klubie Junior Professional FC. W 1994 roku zadebiutował w jego barwach w liberyjskiej Premier League w wieku 15 lat. W 1996 roku wywalczył z nim mistrzostwo Liberii.
W 1997 roku Roberts wyjechał do Europy, a jego pierwszym klubem na tym kontynencie była włoska Monza. W sezonie 1997/1998 grał z nią w Serie B. Następnie odszedł do innego włoskiego drugoligowca, Ravenny Calcio, w którym spędził sezon. Jesienią 1999 grał w szwajcarskiej Bellinzonie.
Na początku 2000 Roberts przeszedł do greckiego AO Ionikos. Po pół roku gry w Ionikosie i strzeleniu 8 goli w greckiej lidze odszedł do Panioniosu GSS. W sezonie 2000/2001 z 13 golami był najlepszym strzelcem Panioniosu i w 2001 roku przeszedł do Olympiakosu Pireus. Grał w nim przez sezon i strzelił 5 goli w 8 rozegranych meczach. W 2002 roku wywalczył z Olympiakosem mistrzostwo Grecji.
W latach 2003–2004 Roberts grał w Stanach Zjednoczonych, w klubie tamtejszej Major League Soccer, Colorado Rapids. W latach 2005–2006 występował w zespole futbolu gaelickiego, Coalisland Athletic z Irlandii Północnej.
| Sezon   | Klub                | Kraj              | Rozgrywki                | Mecze | Bramki |
| ------- | ------------------- | ----------------- | ------------------------ | ----- | ------ |
| 1994    | Junior Professional | Liberia           | Premier League           | ?     | ?      |
| 1995    | Junior Professional | Liberia           | Premier League           | ?     | ?      |
| 1996    | Junior Professional | Liberia           | Premier League           | ?     | ?      |
| 1997    | Junior Professional | Liberia           | Premier League           | ?     | ?      |
| 1997/98 | AC Monza            | Włochy            | Serie B                  | 27    | 5      |
| 1998/99 | Ravenna Calcio      | Włochy            | Serie B                  | 18    | 1      |
| 1999/00 | AC Bellinzona       | Szwajcaria        | Challenge League         | 13    | 6      |
| 1999/00 | AO Ionikos          | Grecja            | Alpha Ethniki            | 15    | 8      |
| 2000/01 | Panionios GSS       | Grecja            | Alpha Ethniki            | 30    | 13     |
| 2001/02 | Olympiakos SFP      | Grecja            | Alpha Ethniki            | 8     | 5      |
| 2003    | Colorado Rapids     | Stany Zjednoczone | Major League Soccer      | 12    | 8      |
| 2004    | Colorado Rapids     | Stany Zjednoczone | Major League Soccer      | 5     | 1      |
| 2005/06 | Coalisland Athletic | Irlandia Północna | liga futbolu gaelickiego | 17    | 6      |

## Kariera reprezentacyjna
W reprezentacji Liberii Roberts zadebiutował w 1996 roku. W tym samym roku był w kadrze Liberii na Puchar Narodów Afryki 1996, jednak był na nim rezerwowym i nie wystąpił w żadnym spotkaniu.
W 2002 roku Roberts został powołany do kadry na Puchar Narodów Afryki 2002. Rozegrał na nim 2 mecze: z Mali (1:1) i z Algierią (2:2). W kadrze narodowej grał do 2003 roku. Zagrał w niej w 36 meczach i strzelił 9 goli.